# Romerella
Romerella is een geslacht van hooiwagens uit de familie Sclerosomatidae.
De wetenschappelijke naam Romerella is voor het eerst geldig gepubliceerd door C.J.Goodnight & M.L.Goodnight in 1943. 

## Soorten
Romerella omvat de volgende 5 soorten:
- Romerella bicolor
- Romerella brasiliensis
- Romerella catharina
- Romerella punctata
- Romerella reticulata